# Штормовой нос

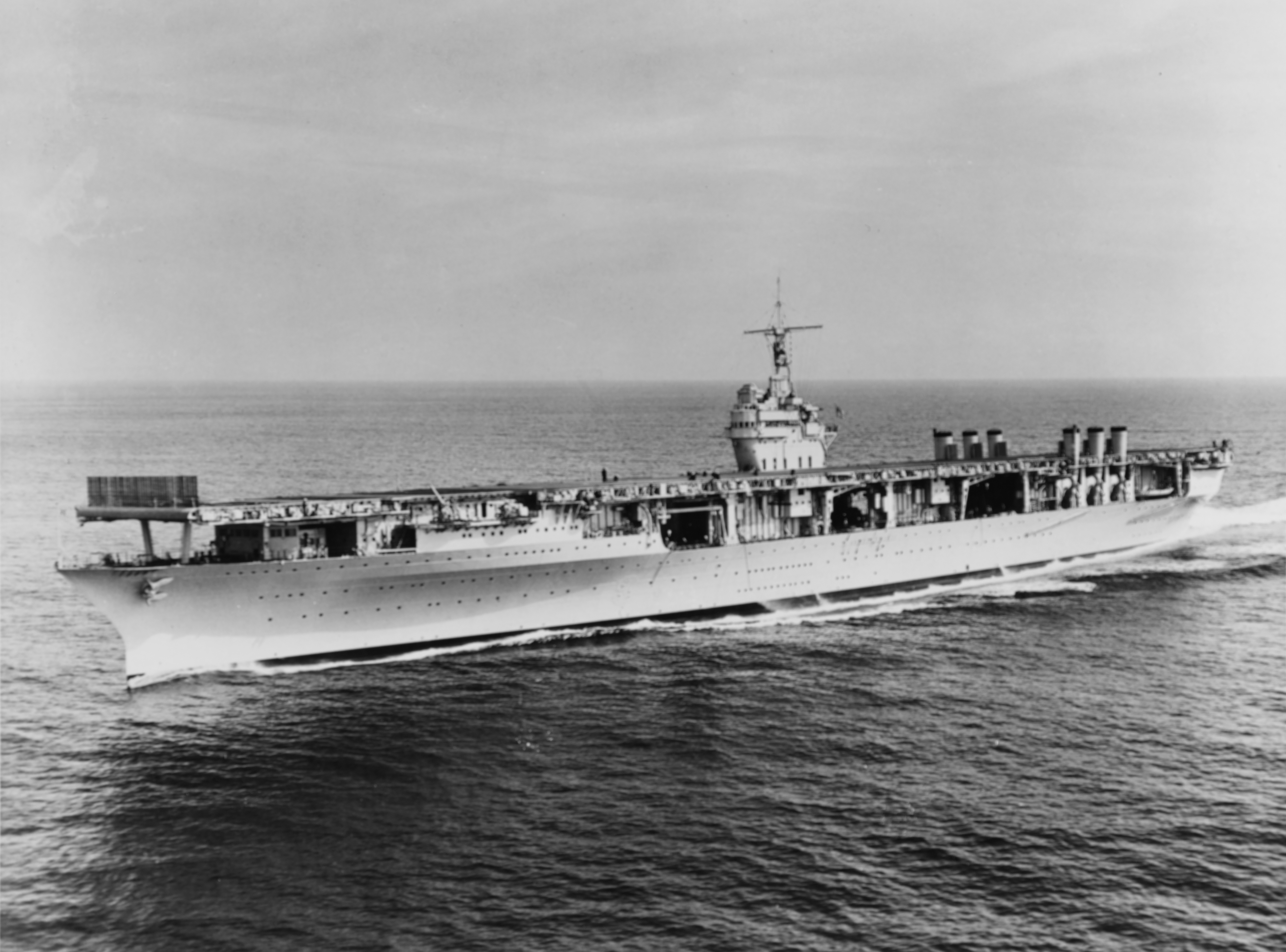
Авианосец CV-4 «Рейнджер» с открытым ангаром

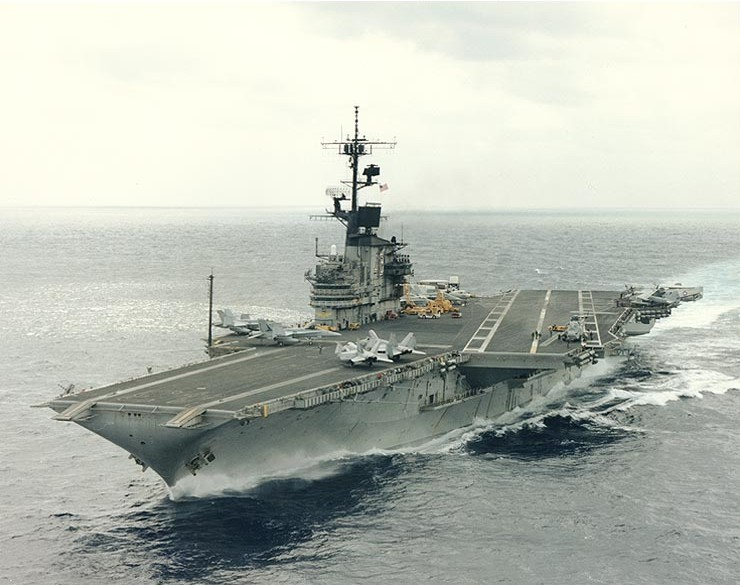
Авианосец CV-43 «Корал Си» c закрытым ангаром

Штормовой нос (англ. hurricane bow) — закрытый нос авианосца, доходящий по высоте до уровня полётной палубы. Первым авианосцем такой конструкции стал английский авианосец «Гермес», вошедший в строй в 1924 года. Подобной конструктивной особенностью обладали также американские авианосцы типа «Лексингтон», первый из которых вошёл в состав ВМС США в 1927 году. До этого (а на большинстве авианосцев вплоть до начала 1950-х годов) полётная палуба представляла собой настил, поднятый над ангарной палубой, а сам ангар оставался открытым со всех сторон.
Открытый ангар был удобен для размещения зенитной артиллерии и дополнительной взлётной полосы, однако чрезвычайно затруднял обслуживание самолётов в штормовых условиях.
Большинство американских авианосцев получили закрытый ангар в результате модернизации по программам SCB-27, SCB-110.
Первым японским авианосцем с закрытым носом был «Тайхо» (Taihō).
Штормовым носом называют также фальшборт в носовой части корабля, применяемый для улучшения мореходности. Таким элементом конструкции характерны, например, ракетные крейсера типа «Тикондерога».

## Фото

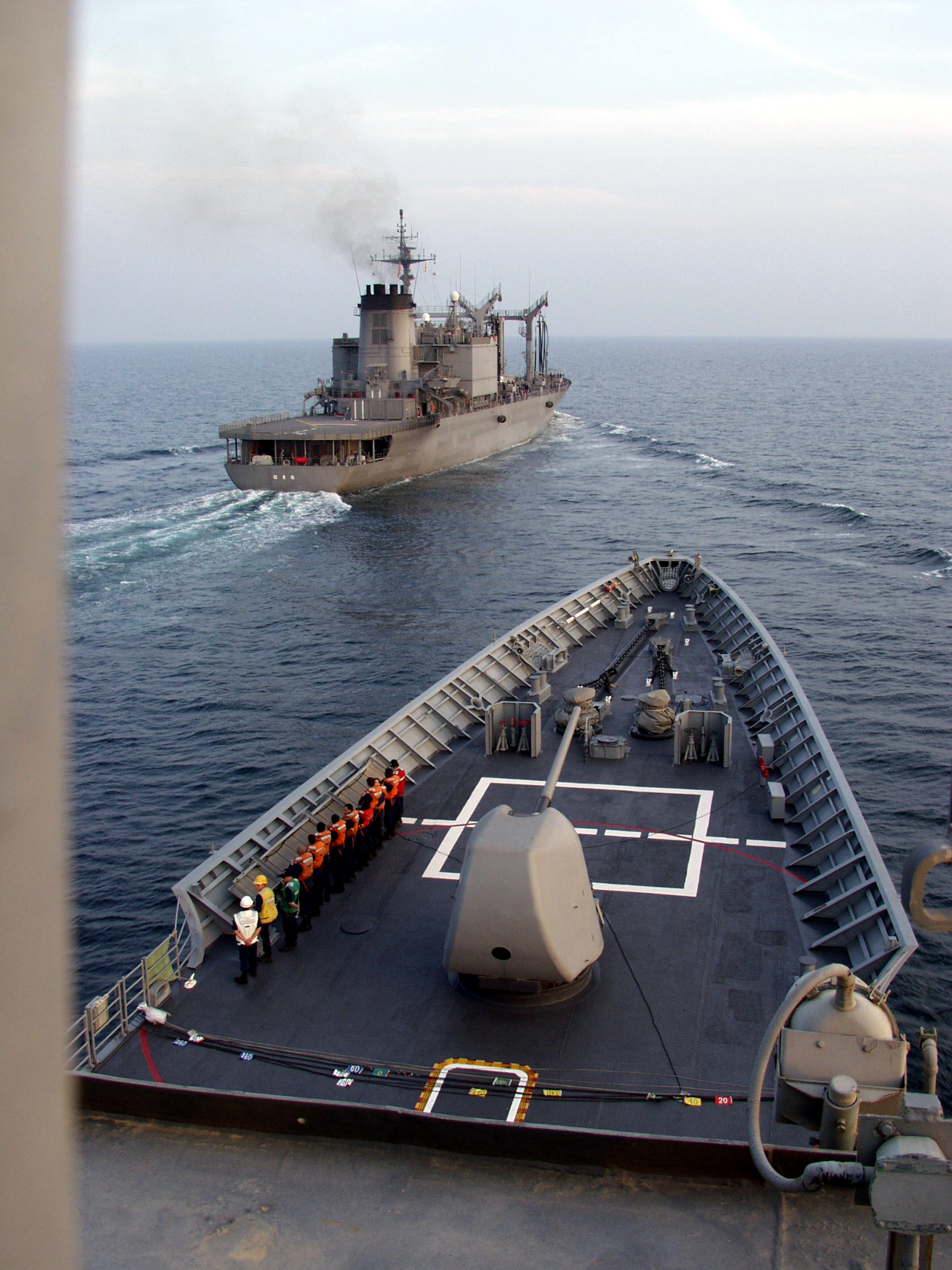
Фальшборт крейсера CG-54 «Антиетам»
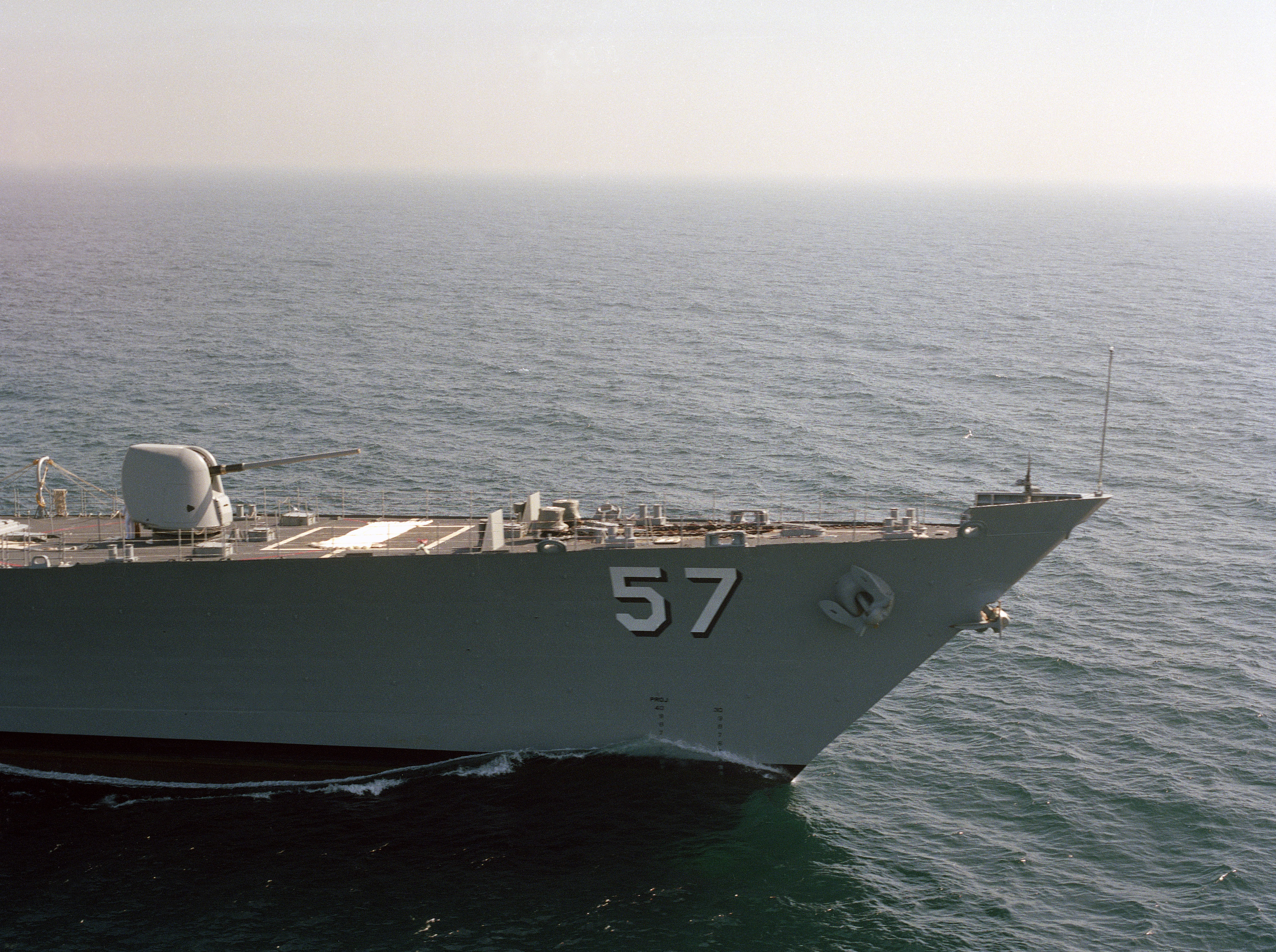
Крейсер CG-57 «Лейк-Чемплейн» с частично утерянным штормовым носом